# Ганэ, Николае
Николае Ганэ известный как Нику Ганэ (рум. Nicolae Gane; 1 февраля 1838, Фэлтичени, Австрийская империя — 16 апреля 1916, Яссы, Королевство Румыния) — румынский политический и государственный деятель, юрист, прозаик, поэт, Председатель Сената Румынии (1888). Примар г. Яссы. Действительный член Румынской академии (с 1908).

## Биография

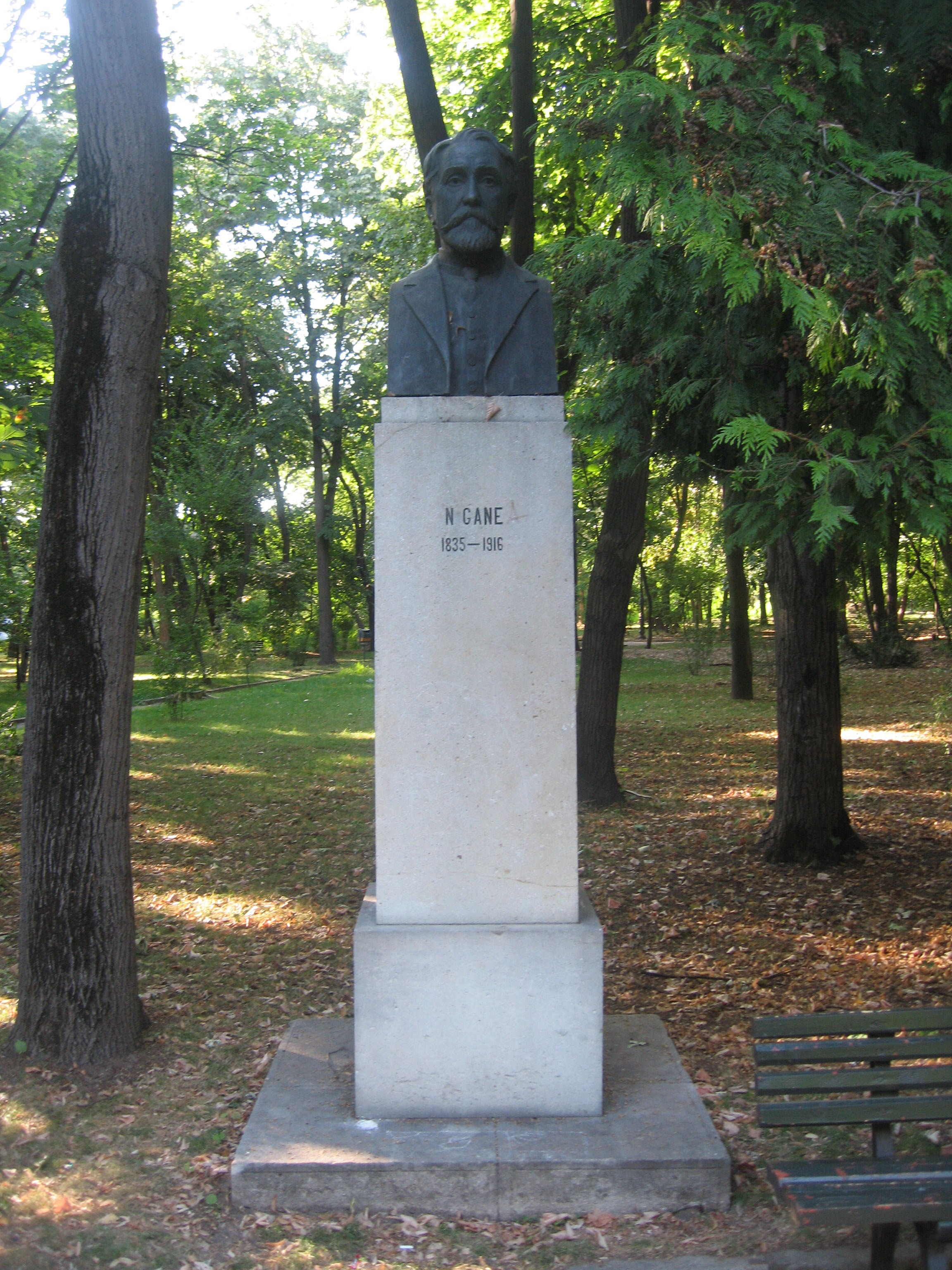
Бюст Н. Ганэ в Яссах

Представитель старинной дворянской семьи. Учился во Французской школе-интернате Луи Жордана в Яссах, после чего изучал право в Париже.
Вернувшись на родину, работал секретарём-переводчиком при генеральном директоре тюрем Молдовы (1857). В том же году был назначен судьей в  Сучавском суде, откуда был уволен из-за выступлений в поддержку профсоюзов.
В 1859 году после Объединения Дунайских княжеств вернулся в судебную систему, где занимал несколько должностей: председатель Сучавского трибунала, член Судебной палаты Ясс (1861), префект Сучавского уезда (1863), а затем Дорохойулуйского уезда, в 1864 году стал судьей Апелляционного суда Фокшани, откуда в 1865 году перешёл в аналогичное учреждение в Яссах. Был членом общества “Junimea” в Яссах, публиковал рассказы и лирические стихи в журнале “Convorbiri literare”.
В 1867 году был назначен председателем секции в Апелляционном суде Фокшани, но подал в отставку и поселился в Яссах. В 1868 году был назначен на короткий срок на должность генерального прокурора Апелляционного суда в Яссах.
Избирался примаром города Яссы пять раз:
- 1872—1876
- 1881
- 1887—1888
- 1895—1899
- 1907—1911

В 1883 году стал членом Национальной либеральной партии Румынии и несколько раз избирался депутатом и сенатором. В 1888 году занимал пост министра сельского хозяйства, промышленности, торговли и земель.

## Творчество
Писатель-романтик, автор произведений навевающих воспоминания о прошлом, патриархальной жизни и охотничьих приключениях. Среди опубликованных работ:

## Избранные публикации
- Мисс Руксандра , Яссы , 1873;
- Литературные попытки , Яссы, 1873;
- Стихи , Яссы, 1873;
- Романы , I-II, Яссы, 1880; издание II, I-III, Бухарест , 1886 г.; издание III, I-III, Бухарест, 1899 г.; издание IV, I-III, Бухарест, 1907-1908 гг.;
- Стихи , Яссы, 1886;
- Мисс Руксандра. Свисток Стефана. Камень Османа… , Яссы, 1893;
- Стихи , Яссы, 1893;
- Разорванные страницы , Яссы, 1901;
- Прожитые дни , Яссы, 1903;
- Признанные грехи , Яссы, 1904;
- Богдан Петричейку Хасдеу , Бухарест, 1909 г.;
- Спайс , Бухарест, 1909 г.;
- Алиута. Санта , Бухарест, 1916 год;
- Петреа Даскалул , Бухарест, [1916];
- Воспоминания (1848–1891);
- Сокровище из Рарау , Бухарест, 1971;
- Письма , Бухарест, 1979;
- Privighetoarea Socolei , Яссы, 1990;
- Дуб из Борзешти , Бухарест, 1993 год.Не